# Botanika leśna
Botanika leśna – całokształt wiedzy o roślinach, obejmującej różne działy botaniki i zastosowany do potrzeb leśnictwa. Stanowi jedną z gałęzi botaniki stosowanej.
Na wiedzę z botaniki leśnej składają się wiadomości z: anatomii, morfologii, systematyki, ekologii, geografii, morfogenezy roślin drzewiastych i ochrony przyrody. 
Bardzo ważną częścią botaniki leśnej jest anatomia rozwojowa drzew, która ma za zadanie opisanie struktury drzew na różnym poziomie ich organizacji przy jednoczesnym uwzględnieniu procesów ich funkcjonalnego zróżnicowania. Botanika leśna ma na celu rozwiązywanie problemów leżących u biologicznych podstaw produkcji leśnej, a w szczególności produkcji surowca drzewnego.